# Ambientalismo de libre mercado
La ambientalismo de libre mercado o ecologismo de libre mercado es una posición del ecologismo que sostiene que el mercado libre, los derechos de propiedad privada y la responsabilidad civil proporcionan las mejores herramientas para preservar la salud y la sostenibilidad del medio ambiente. Sus principales tesis son: a) que un bien natural pueda ser bien privado o de usufructo privado provocaría un estímulo económico para su conservación y renovación, y b) que la responsabilidad privada permitiría delimitar más claramente las esferas de derechos y obligaciones particulares a la hora de resolver conflictos ambientales.
Para Anderson (2016) el ambientalismo de libre mercado se fundamenta en tres cuerpos teóricos complementarios: la teoría de la escuela austriaca de economía, la teoría de la elección pública, y la teoría económica de los derechos de propiedad.

## Economía y destrucción ambiental
Los ambientalistas de mercado libre argumentan que los problemas ambientales surgen a causa de:
1. Aquellas leyes que rigen los derechos de propiedad que no logran proteger adecuadamente o definir los derechos y
2. Las leyes que rigen las reclamaciones extracontractuales de clases o de individuos que proporcionan  inmunidad a los contaminadores frente a las reclamaciones extracontractuales, o interfieren con las reclamaciones de tal manera que sea difícil de sostenerlas legalmente.

Porque los ecologistas de mercado piensan esto, como ejes básicos, consideran que la mejor manera de proteger el medio ambiente es cambiar las leyes que rigen los derechos de propiedad y las reclamaciones extracontractuales para que esas leyes ya no sufran de los defectos que piensan dan a las personas y las empresas los incentivos perjudiciales para no proteger el medio ambiente.

## Respuestas a preocupaciones

### Soluciones del ambientalismo de mercado
En respuesta a estas preocupaciones, los economistas que prefieren el enfoque ecologista de mercado sostienen que:
1. La sobreexplotación se produce en la medida de la falta de incentivos de propiedad para el cuidado de los bienes, y que este efecto de la colectivización ocurre en la medida de la multiplicidad de la propiedad (tragedia de los comunes). La sobreexplotación reduce el valor intrínseco y de venta de los bienes, cuyo efecto es más claramente percibido por los distintos propietarios o a través de la copropiedad limitada. La propiedad y el mercado, al contrario, provocarían un incentivo para una explotación racional y sostenible que incremente el valor del bien.
2. La contaminación se produce cuando y en la medida en que a las víctimas les ha sido impedido u obstaculizado la búsqueda de responsabilidad civil para la restitución de dicha agresión. Las autoridades legislativas y judiciales han tendido a favorecer a las industrias pesadas por sobre las acciones de individuos o clases en nombre de los "bienes públicos" y el "bien común". En cambio, la responsabilidad sobre externalidades podría determinarse de forma más justa y lógica sobre la base de los derechos de propiedad.
3. La limpieza de la contaminación también se produce naturalmente en un mercado libre, porque la reducción del valor negativo de una propiedad es una ganancia neta, una vez más conduciendo a un mayor valor intrínseco y de venta, por tanto, de comerciabilidad.
4. El consumo excesivo es un concepto viciado, porque se asume que los recursos son no-renovables. El mercado, a través de la oferta y la demanda, regula el consumo de ajustándolo en función de la oferta. Por ejemplo, si un recurso se convierte en más escaso, su valor aumenta y, por tanto, también su costo. Esto obliga a los consumidores a reorientar sus compras hacia suplentes que tienen recursos más abundantes en oferta. Además, el mayor valor de mercado de los recursos crea un incentivo para crear más de los productos básicos, y permite un mayor gasto en hacerlo.

### Principios del ambientalismo de mercado
Para que estas propuestas se puedan llevar a cabo es necesario que las cualidades de los recursos sean tangibles y mesurables, que los derechos de propiedad sean defendibles fácilmente y que puedan ser transferibles.  Para cada uno de ellos se proponen varios principios:
1. Universalidad. Cualquier cosa podría ser poseída por alguien, incluidos medios como el aire, el mar, etc.
2. Exclusividad. Cualquier propietario puede excluir a los demás del consumo o uso del bien.
3. Transferibilidad. El intercambio puede condicionar que el recurso pueda llegar a manos capaces y adecuadas para gestionar eficientemente el recurso.
4. Sistema de responsabilidad por daños e intromisiones a la propiedad ajena.

## Tendencias
En el ecologismo de mercado existen varias corrientes, pero son especialmente notables los coasianos (que proponen el comercio supranacional de carbono, y sustentan su viabilidad según el análisis económico del derecho), y los libertarios, tanto los minarquistas, como los anarcocapitalistas (que se oponen al comercio de carbono por ser una industria gubernamental). Dentro del ecologismo, los ambientalistas de mercado pueden ser calificados como radicales y/o heterodoxos.
Desde el anarcocapitalismo se sostiene que las zonas contaminadas y deterioradas son aquellas públicas o estatales, es decir donde la responsabilidad se diluye: los bienes naturales cuando son públicos no son mantenidos o renovados por nadie y nadie se responsabiliza por ellos. En contraste, los bienes privados tendrían responsables específicos a cargo de su mantenimiento. Así sostienen que la legislación estatal medioambiental es contraproducente y es parte misma del problema al fortalecer los privilegios y la irresponsabilidad de ciertos sectores.
El anarcocapitalista Walter Block plantea en Ecologismo y libertad económica: La defensa de los derechos de propiedad privada que el ecologismo y la libertad económica pueden reconciliarse demostrando que la libre empresa es el mejor camino para la protección del medio ambiente. Según Block, el capitalismo laissez-faire se opone a las invasiones o cruces de fronteras, y así interpreta la polución atmosférica y los vertidos de petróleo, por ejemplo, señalando que la razón del daño medioambiental es el fracaso del gobierno para proteger los derechos a la propiedad.

## Ambientalismo de mercado y desarrollo sostenible
Para Anderson (1993) la propuesta del desarrollo sostenible es un pretexto más para la intervención estatal. Argumenta que gracias a políticas intervencionistas del Estado y la arrogancia gubernamental no se han dado los cambios adecuados en cuestiones ambientales.

## Críticas
Críticos antimercado y ecologistas socialistas e intervencionistas sostienen que los ambientalistas de libre mercado no tienen ningún método para tratar con problemas colectivos como la degradación ambiental y el agotamiento de los recursos naturales debido a su rechazo de la regulación y el control colectivos. Ellos consideran que los recursos naturales son demasiado difíciles de privatizar (por ejemplo, el agua), así como la responsabilidad legal por la contaminación y la degradación de la biodiversidad como demasiado difíciles de rastrear.

### Mercado como inadecuado gestor y guardián de los recursos
En el mercado, un recurso renovable sólo se vería preservado cuando, en determinadas condiciones, el propietario vea razonable no expoliarlo. Sin embargo, al ser la tasa de descuento mayor a la tasa de crecimiento generalmente el mercado condicionaría que el propietario vea más razonable expoliar antes de otorgarle margen a la renovación.
En cuanto a los recursos no renovables, como los mercados son imperfectos, los precios generalmente no reflejarían su condición real de agotamiento y el riesgo de su irreversibilidad pues, al suceder, los precios variarían erráticamente provocando subreproducciones y tenencias especulativas.

### Críticas a los principios del ambientalismo de mercado
Los principios de universalidad, exclusividad y transferibilidad son principios que no se pueden ajustar a muchas condiciones.  Hay muchos medios y recursos difícilmente tangibles, mesurables o manipulables ocasionando que el principio de universalidad sea muy difícil de aplicar, como en el caso del aire. Para aplicar los principios de exclusividad, transferibilidad y un sistema de responsabilidad por daños se requiere de instancias reguladoras y de una serie de entornos legales muy ajustados para garantizar el uso e intercambio de recursos.  Además, muchos de los problemas medioambientales se caracterizan por tener costos elevados de transacción, costes y beneficios no monetarios, irreversibilidades e incertidumbres a futuro y con derechos de propiedad indefinidas.